# Orconectes
Orconectes là một chi tôm sông, bản địa đông Hoa Kỳ. Nó bao gồm loài rusty crayfish, một loài vật xâm lấn ở Bắc Mỹ, và Orconectes limosus, một loài xâm lăng ở châu Âu.
Chi này được lập năm 1872 bởi Edward Drinker Cope để chứa Astacus pellucidus (nay là Orconectes pellucidus) và loài mới, Orconectes inermis.
Có khoảng 85 loài được biết đến, được chia thành 11 phân chi.
| Danh pháp            | Tên tiếng Anh                     | Red List status | Phân bố                                                                                    | Authority              | Năm  | Phân chi        |
| -------------------- | --------------------------------- | --------------- | ------------------------------------------------------------------------------------------ | ---------------------- | ---- | --------------- |
| O. acares            | redspotted stream crayfish        | LC              | Arkansas                                                                                   | Fitzpatrick            | 1965 | Procericambarus |
| O. alabamensis       | Alabama crayfish                  | LC              | Alabama, Mississippi, Tennessee                                                            | (Faxon)                | 1884 | Trisellescens   |
| O. australis         | cave crayfish                     | LC              | Alabama, Tennessee                                                                         | (Rhoades)              | 1941 | Orconectes      |
| O. barrenensis       | Barren River crayfish             | LC              | Kentucky, Tennessee                                                                        | Rhoades                | 1944 | Procericambarus |
| O. barri             | Cumberland Plateau crayfish       | DD              | Kentucky, Tennessee                                                                        | Buhay & Crandall       | 2008 | Orconectes      |
| O. bisectus          | Crittenden crayfish               | VU              | Kentucky                                                                                   | Rhoades                | 1944 | Crockerinus     |
| O. burri             | Blood River crayfish              | NT              | Kentucky, Tennessee                                                                        | Taylor & Sabaj         | 1998 | Crockerinus     |
| O. carolinensis      | North Carolina spiny crayfish     | LC              | North Carolina                                                                             | Cooper & Cooper        | 1995 | Procericambarus |
| O. causeyi           | miền tây plains crayfish          | LC              | Arkansas, Colorado, Kansas, Missouri, New Mexico, Oklahoma, Texas                          | Jester                 | 1967 | Gremicambarus   |
| O. chickasawae       | Chickasaw crayfish                | LC              | Mississippi                                                                                | Cooper & Hobbs         | 1980 | Trisellescens   |
| O. compressus        | slender crayfish                  | LC              | Alabama, Kentucky, Mississippi, Tennessee                                                  | (Faxon)                | 1884 | Gremicambarus   |
| O. cooperi           | Flint River crayfish              | LC              | Alabama, Tennessee                                                                         | Cooper & Hobbs         | 1980 | Trisellescens   |
| O. cristavarius      | spiny stream crayfish             | LC              | Kentucky, North Carolina, Virginia                                                         | Taylor                 | 2000 | Procericambarus |
| O. deanae            | conchas crayfish                  | LC              | New Mexico, Oklahoma                                                                       | Reimer & Jester        | 1975 | Hespericambarus |
| O. difficilis        | painted crayfish                  | LC              | Arkansas, Louisiana, Oklahoma, Texas                                                       | (Faxon)                | 1898 | Hespericambarus |
| O. durelli           | saddle crayfish                   | LC              | Kentucky, Tennessee                                                                        | Bouchard & Bouchard    | 1995 | Procericambarus |
| O. erichsonianus     | reticulate crayfish               | LC              | Alabama, Georgia, Tennessee, Virginia                                                      | (Faxon)                | 1898 | Crockerinus     |
| O. etnieri           | Ets crayfish                      | LC              | Mississippi, Tennessee                                                                     | Bouchard & Bouchard    | 1976 | Trisellescens   |
| O. eupunctus         | coldwater crayfish                | VU              | Arkansas, Missouri                                                                         | Williams               | 1952 | Crockerinus     |
| O. forceps           | surgeon crayfish                  | LC              | Alabama, Georgia, Tennessee, Virginia                                                      | (Faxon)                | 1884 | Procericambarus |
| O. harrisonii        | belted crayfish                   | LC              | Missouri                                                                                   | (Faxon)                | 1884 | Billecambarus   |
| O. hartfieldi        | Yazoo crayfish                    | VU              | Mississippi                                                                                | Fitzpatrick & Suttkus  | 1992 | Hespericambarus |
| O. hathawayi         | Teche pointed crayfish            | LC              | Louisiana                                                                                  | Penn                   | 1952 | Hespericambarus |
| O. hobbsi            | Pontchartrain painted crayfish    | DD              | Louisiana, Mississippi                                                                     | Penn                   | 1950 | Buannulifictus  |
| O. holti             | bimaculate crayfish               | DD              | Alabama                                                                                    | Cooper & Hobbs         | 1980 | Trisellescens   |
| O. hylas             | woodland crayfish                 | LC              | Missouri                                                                                   | (Faxon)                | 1890 | Procericambarus |
| O. illinoiensis      | Shawnee crayfish                  | LC              | Illinois                                                                                   | Brown                  | 1956 | Crockerinus     |
| O. immunis           | calico crayfish                   | LC              | Canada, Hoa Kỳ, introduced to Đức                                                          | (Hagen)                | 1870 | Trisellescens   |
| O. incomptus         | Tennessee cave crayfish           | VU              | Tennessee                                                                                  | Hobbs & Barr           | 1972 | Orconectes      |
| O. indianensis       | Indiana crayfish                  | LC              | Illinois, Indiana                                                                          | (Hay)                  | 1896 | Faxonius        |
| O. inermis           | ghost crayfish / unarmed crayfish | LC              | Indiana, Kentucky                                                                          | Cope                   | 1872 | Orconectes      |
| O. jeffersoni        | Louisville crayfish               | EN              | Kentucky                                                                                   | Rhoades                | 1944 | Crockerinus     |
| O. jonesi            | Sucarnoochee crayfish             | DD              | Alabama, Mississippi                                                                       | Fitzpatrick            | 1992 | Gremicambarus   |
| O. juvenilis         | Kentucky River crayfish           | LC              | Indiana, Kentucky                                                                          | (Hagen)                | 1870 | Procericambarus |
| O. kentuckiensis     | Kentucky crayfish                 | LC              | Illinois, Kentucky                                                                         | Rhoades                | 1944 | Rhoadesius      |
| O. lancifer          | shrimp crayfish                   | LC              | Arkansas, Illinois, Kentucky, Louisiana, Missouri, Mississippi, Oklahoma, Tennessee, Texas | (Hagen)                | 1870 | Tragulicambarus |
| O. leptogonopodus    | Little River Creek crayfish       | LC              | Arkansas, Oklahoma                                                                         | Hobbs                  | 1948 | Procericambarus |
| O. limosus           | spinycheek crayfish               | LC              | Eastern United States, introduced to Western Europe                                        | (Rafinesque)           | 1817 | Faxonius        |
| O. longidigitus      | longpincered crayfish             | LC              | Arkansas, Missouri                                                                         | (Faxon)                | 1898 | Procericambarus |
| O. luteus            | golden crayfish                   | LC              | Arkansas, Iowa, Illinois, Kansas, Missouri, Wisconsin                                      | (Creaser)              | 1933 | Procericambarus |
| O. macrus            | Neosho midget crayfish            | LC              | Arkansas, Missouri, Kansas                                                                 | Williams               | 1952 | Procericambarus |
| O. maletae           | Kisatchie painted crayfish        | DD              | Louisiana, Texas                                                                           | Walls                  | 1972 | Hespericambarus |
| O. marchandi         | Mammoth Spring crayfish           | NT              | Arkansas, Missouri                                                                         | Hobbs                  | 1948 | Crockerinus     |
| O. margorectus       | Livingston crayfish               | NT              | Kentucky                                                                                   | Taylor                 | 2002 | Crockerinus     |
| O. medius            | saddlebacked crayfish             | LC              | Missouri                                                                                   | (Faxon)                | 1884 | Procericambarus |
| O. meeki             | Meek's crayfish                   | LC              | Arkansas, Missouri, Oklahoma                                                               | (Faxon)                | 1898 | Buannulifictus  |
| O. menae             | Mena crayfish                     | LC              | Arkansas, Oklahoma                                                                         | (Creaser)              | 1933 | Procericambarus |
| O. mirus             | wonderful crayfish                | LC              | Alabama, Tennessee                                                                         | (Ortmann)              | 1931 | Procericambarus |
| 'O. mississippiensis | Mississippi crayfish              | DD              | Mississippi                                                                                | (Faxon)                | 1884 | Trisellescens   |
| O. nais              | water nymph crayfish              | LC              | Kansas, Oklahoma, Texas                                                                    | (Faxon)                | 1885 | Gremicambarus   |
| O. nana              | midget crayfish                   | LC              | Arkansas, Oklahoma                                                                         | Williams               | 1952 | Procericambarus |
| O. neglectus         | ringed crayfish                   | LC              | Arkansas, Colorado, Kansas, Missouri, Nebraska, Oklahoma                                   | (Faxon)                | 1885 | Procericambarus |
| O. obscurus          | Allegheny crayfish                | LC              | Ontario, Maryland, New York, Ohio, Pennsylvania, Virginia, West Virginia                   | (Hagen)                | 1870 | Crockerinus     |
| O. ozarkae           | Ozark crayfish                    | LC              | Arkansas, Missouri                                                                         | Williams               | 1952 | Procericambarus |
| O. packardi          | cave crayfish                     | EN              | Kentucky                                                                                   | Rhoades                | 1944 | Orconectes      |
| O. pagei             | mottled crayfish                  | LC              | Tennessee                                                                                  | Taylor & Sabaj         | 1997 | Orconectes      |
| O. palmeri           | gray-speckled crayfish            | LC              | Arkansas, Kansas, Kentucky, Louisiana, Missouri, Mississippi, Oklahoma, Tennessee, Texas   | (Faxon)                | 1884 | Buannulifictus  |
| O. pardalotus        | leopard crayfish                  | EN              | Illinois                                                                                   | Wetzel, Poly & Fetzner | 2005 | Procericambarus |
| O. pellucidus        | Mammoth Cave crayfish             | LC              | Kentucky, Tennessee                                                                        | (Tellkampf)            | 1844 | Orconectes      |
| O. perfectus         | complete crayfish                 | LC              | Alabama, Mississippi                                                                       | Walls                  | 1972 | Hespericambarus |
| O. peruncus          | Big Creek crayfish                | VU              | Missouri                                                                                   | (Creaser)              | 1931 | Procericambarus |
| O. placidus          | bigclaw crayfish                  | LC              | Alabama, Illinois, Kentucky, Tennessee                                                     | (Hagen)                | 1870 | Procericambarus |
| O. propinquus        | miền bắc clearwater crayfish      | LC              | Canada, Eastern United States                                                              | (Girard)               | 1852 | Crockerinus     |
| O. punctimanus       | spothanded crayfish               | LC              | Arkansas, Missouri                                                                         | (Creaser)              | 1933 | Procericambarus |
| O. putnami           | phallic crayfish                  | LC              | Indiana, Kentucky, Tennessee                                                               | (Faxon)                | 1884 | Procericambarus |
| O. quadruncus        | St. Francis River crayfish        | VU              | Missouri                                                                                   | (Creaser)              | 1933 | Procericambarus |
| O. quinebaugensis    | Quinebaug River crayfish          | DD              | Massachusetts                                                                              | Matthews & Warren      | 2008 | Gremicambarus   |
| O. rafinesquei       | Rough River crayfish              | LC              | Kentucky                                                                                   | Rhoades                | 1944 | Crockerinus     |
| O. raymondi          | Norwood River crayfish            |                 | Ohio                                                                                       | Thoma & Stocker        | 2009 | Procericambarus |
| O. rhoadesi          | fishhook crayfish                 | LC              | Tennessee                                                                                  | Hobbs                  | 1949 | Trisellescens   |
| O. ronaldi           | Mud River crayfish                | LC              | Kentucky                                                                                   | Taylor                 | 2000 | Procericambarus |
| O. rusticus          | rusty crayfish                    | LC              | Canada, Hoa Kỳ                                                                             | (Girard)               | 1852 | Procericambarus |
| O. sanbornii         | Sanborn's crayfish                | LC              | Kentucky, Ohio, West Virginia                                                              | (Faxon)                | 1884 | Crockerinus     |
| O. saxatilis         | Kiamichi crayfish                 | VU              | Oklahoma                                                                                   | Bouchard & Bouchard    | 1976 | Procericambarus |
| O. sheltae           | Shelta cave crayfish              | CR              | Alabama                                                                                    | Cooper & Cooper        | 1997 | Orconectes      |
| O. shoupi            | Nashville crayfish                | EN              | Tennessee                                                                                  | Hobbs                  | 1948 | Crockerinus     |
| O. sloanii           | Sloan crayfish                    | LC              | Indiana, Ohio                                                                              | (Bundy)                | 1876 | Rhoadesius      |
| O. spinosus          | Coona River spiny crayfish        | LC              | Alabama, Georgia, Tennessee                                                                | (Bundy)                | 1877 | Procericambarus |
| O. stannardi         | Little Wabash crayfish            | LC              | Illinois                                                                                   | Page                   | 1985 | Crockerinus     |
| O. stygocaneyi       | Caney Mountain cave crayfish      | LC              | Missouri                                                                                   | Hobbs III              | 2001 | Orconectes      |
| O. taylori           | crescent crayfish                 | VU              | Tennessee                                                                                  | Schuster               | 2008 | Trisellescens   |
| O. theaphionensis    | sinkhole crayfish                 | DD              | Indiana                                                                                    | Simon, Timm & Morris   | 2005 | Procericambarus |
| O. tricuspis         | miền tây highland crayfish        | LC              | Kentucky                                                                                   | Rhoades                | 1944 | Crockerinus     |
| O. validus           | powerful crayfish                 | LC              | Alabama, Tennessee                                                                         | (Faxon)                | 1914 | Trisellescens   |
| O. virginiensis      | Chowanoke crayfish                | DD              | North Carolina, Virginia                                                                   | Hobbs                  | 1951 | Crockerinus     |
| O. virilis           | virile crayfish                   | LC              | Canada, Hoa Kỳ, introduced to México và châu Âu                                            | (Hagen)                | 1870 | Gremicambarus   |
| O. williamsi         | Williams crayfish                 | LC              | Arkansas, Missouri                                                                         | Fitzpatrick            | 1966 | Procericambarus |
| O. wrighti           | Hardin crayfish                   | VU              | Tennessee                                                                                  | Hobbs                  | 1948 | Faxonius        |